# Barburske, Icinea
Barburske (în ucraineană Барбурське) este un sat în comuna Prîputni din raionul Icinea, regiunea Cernihiv, Ucraina.

## Demografie
Componența lingvistică a localității Barburske
     Ucraineană (100%)
Conform recensământului din 2001, toată populația localității Barburske era vorbitoare de ucraineană (100%).